# Мёльн (Мекленбург)
Мёльн (нем. Mölln) — община в Германии, в земле Мекленбург-Передняя Померания.
Входит в состав района Деммин. Подчиняется управлению Штафенхаген. Население составляет 535 человек (на 31 декабря 2010 года). Занимает площадь 29,69 км².
Коммуна подразделяется на 6 сельских округов.